# Need for Speed: Începuturi
Need for Speed este un film thriller de acțiune din 2014, regizat de Scott Waugh, după un scenariu de George Gatins și John Gatins, și produs de DreamWorks Pictures. Este bazat pe seria omonimă de jocuri video a Electronic Arts.

## Sinopsis
Tobey Marshall (Aaron Paul) este un pilot de curse de stradă care pornește într-un cross-country, ca o modalitate de a răzbuna moartea prietenului său, Pete (Harrison Gilbertson), cauzată de Dino Brewster (Dominic Cooper).

## Distribuție
- Aaron Paul - Tobey Marshall
- Dominic Cooper - Dino Brewster
- Imogen Poots - Julia Maddon
- Harrison Gilbertson - Pete Coleman
- Dakota Johnson - Anita Coleman
- Scott 'Kid Cudi' Mescudi – Benny 'Maverick'
- Ramón Rodríguez – Joe Peck
- Rami Malek – Finn
- Michael Keaton – Monarch

## Coloană sonoră

### Track listing
Toate melodiile sunt compuse de Nathan Furst.
| Nr.             | Titlu                 | Lungime |  |
| 1.              | „Marshall Motors”     | 2:29    |  |
| 2.              | „Lighthouse”          | 1:25    |  |
| 3.              | „Mt Kisco”            | 4:47    |  |
| 4.              | „Mustang Offer”       | 1:44    |  |
| 5.              | „Identical Ageras”    | 2:02    |  |
| 6.              | „Koenigsegg Race”     | 2:05    |  |
| 7.              | „Pete’s Death”        | 3:59    |  |
| 8.              | „Right Seater”        | 2:08    |  |
| 9.              | „You Always Go Back”  | 3:42    |  |
| 10.             | „Motor City Mayhem”   | 2:09    |  |
| 11.             | „Grasshopper”         | 1:42    |  |
| 12.             | „Hot Fuel”            | 5:13    |  |
| 13.             | „Crazy Little Tart”   | 5:17    |  |
| 14.             | „Switching Seats”     | 1:54    |  |
| 15.             | „Utah Escape”         | 3:54    |  |
| 16.             | „California Crossing” | 3:40    |  |
| 17.             | „Broken”              | 6:26    |  |
| 18.             | „De Leon Begins”      | 7:01    |  |
| 19.             | „Lethal Force”        | 4:25    |  |
| 20.             | „In the Lead”         | 4:32    |  |
| 21.             | „Roads Untraveled”    | 3:44    |  |
| Lungime totală: | Lungime totală:       | 40:40   |  |